# Pont Michel-Chartrand
Le pont Michel-Chartrand est un pont routier qui relie Chambly à Richelieu en enjambant la rivière Richelieu et le canal de Chambly. Il dessert ainsi la région administrative de la Montérégie. C'est une partie essentielle de l'axe autoroutier Montréal - Sherbrooke.

## Description
Le pont est emprunté par l'autoroute 10, à la hauteur de la sortie 29. Il s'agit en fait de deux ponts parallèles comportant chacun deux voies de circulation, pour un total de quatre voies pour l'ensemble. 
Entre le canal de Chambly et la rivière Richelieu, le pont enjambe le territoire de Carignan et passe au-dessus de la route 223.
On estime qu'environ 38 500 véhicules empruntent le pont chaque jour,, soit une moyenne annuelle d'un peu plus de 14 millions de véhicules.

## Toponymie
Le pont est nommé en l'honneur de Michel Chartrand (1916-2010), syndicaliste québécois considéré comme l'une des figures du proue du mouvement syndical au Québec. Il participe à la Grève de l'amiante de 1949 et il est le président du Conseil central de Montréal de la Confédération des syndicats nationaux. Il a habité à Richelieu durant 44 ans. Son épouse Simonne Monet-Chartrand (1919-1993) a été écrivaine et féministe est aussi commémorée par la ville de Richelieu qui lui a donné le nom de sa bibliothèque.